# Pietro Andrea Ziani
Pietro Andrea Ziani (Venecia, 21 de diciembre de 1616 - Nápoles, 12 de febrero de 1684) fue un compositor y organista italiano.
Compañero de Cavalli como organista de la Basílica de San Marcos de Venecia, después fue maestro director de la Capilla Real de Nápoles (1676-84). En Viena, junto a Antonio Bertali colaboró en la fundación de la escuela vienesa de música.
Compuso para los teatros de Venecia, Nápoles y Viena 23 óperas. De sus otras obras solo se conocen tres oratorios y algunas misas y salmos.
Era tío del también compositor Marco Antonio Ziani (1653-1715).